# Cmentarz żydowski w Marsie
Cmentarz żydowski w Marsie (malt. Iċ-Ċimiterju tal-Lhud, wł. Cimitero degli Israeliti, ang. Jewish Cemetery) – kirkut w Marsie na Malcie. Założony w grudniu 1879, zbudowany według projektu angielskiego architekta Webstera Paulsona.

## Historia
Cmentarz żydowski znajduje się na terenie znanym jako Ta' Sammat w Marsie, bezpośrednio sąsiadując z cmentarzem tureckim. Uruchomiony został w grudniu 1879, jego projektantem był angielski architekt Webster Paulson.
Bliskość cmentarzy żydowskiego i tureckiego doprowadziła porucznik-gubernatora sir Harry'ego Luke'a do stwierdzenia, że miejsce to „jest jedynym miejscem na świecie, gdzie Arabowie i Żydzi leżą spokojnie razem”, choć Turcy nie są w rzeczywistości Arabami.
Cmentarz jest wciąż używany do pochówków, lecz jego brama jest najczęściej zamknięta. Na cmentarzu znajdują się groby osób z Polski, Hiszpanii, Rosji, Węgier i innych krajów europejskich, a także z Australii i Chin.

## Architektura

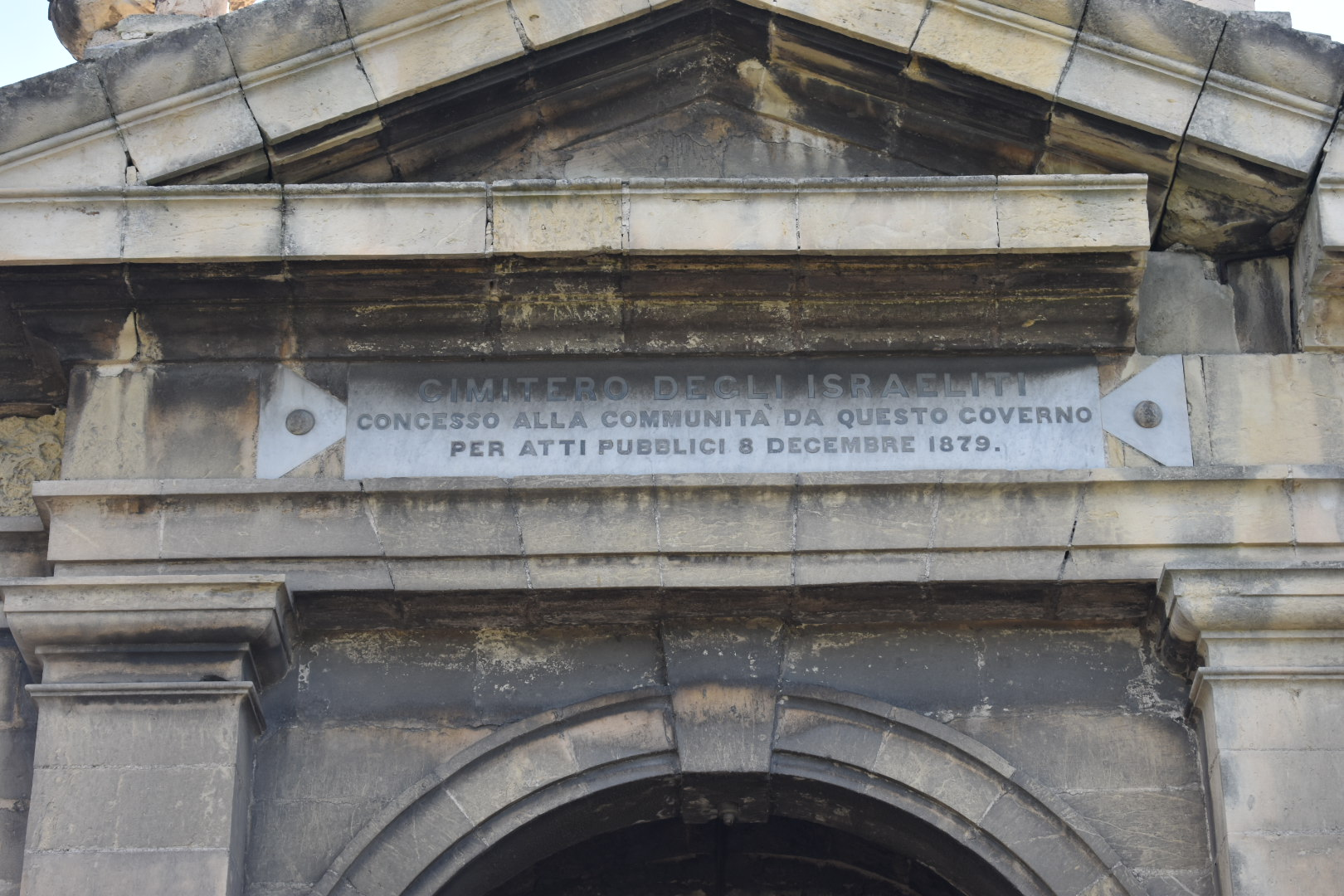
Inskrypcja na głównej bramie

Cmentarz żydowski w Marsie zbudowany został w stylu neoklasycznym. W niedalekim sąsiedztwie znajduje się turecki cmentarz wojskowy, projektu Emanuele Luigiego Galizii.
Jedyną znaczącą budowlą architektoniczną cmentarza jest jego główna brama, której dekoracje podobne są do rimmonim Tory. Poniżej frontonu znajduje się inskrypcja w języku włoskim mówiąca, że rząd przyznał cmentarz społeczności żydowskiej ustawą publiczną z 8 grudnia 1879.